# Freeway (película de 1996)
Freeway es una película de 1996 dirigida y escrita por Matthew Bright, protagonizada por Kiefer Sutherland, Reese Witherspoon y Brooke Shields.
La trama de esta película se parece al cuento de hadas Caperucita Roja.

## Trama
Vanessa Lutz es una chica adolescente pobre y analfabeta que vive en los barrios bajos de Los Ángeles. Después de que su madre, Ramona, queda arrestrada por prostitución, ella huye con un auto robado de su tutor para quedarse con su abuela en Stockton. En el camino, Vanessa se detiene para ver a su novio y compañero de clase Chopper Wood, un miembro de una pandilla local, para decirle sobre su excursión y él le da un arma para vender cuando llegue a su destino. Minutos después de que Vanessa deje a Chopper, él es asesinado en un tiroteo por miembros de pandillas locales. Poco después, Bob Wolverton, un asesino serial y violador conocido como "el asesino de la I-5", la recoge después de que su auto se rompe, y le promete llevarla a la casa de su abuela. (Las escenas que toman lugar en la I-5 fueron filmadas en la Interestatal 5).
Durante un largo viaje, Bob manipula a Vanessa a confesarle detalles de su vida dolorosamente disfuncional, incluyendo una madre prostituta y un padrastro abusivo. En un momento, Vanessa le muestra una foto que ella tiene en su billetera de su padre biológico (la fotografía utilizada es en realidad una imagen del asesino Richard Speck). Esa tarde, Bob finalmente le revela su verdadera naturaleza y trata de asesinar a Vanessa cuando ella se niega a hablar con él. La situación queda inversa, ya que Vanessa finalmente saca un arma y le dispara varias veces antes de escapar. 
Vanessa es rápidamente arrestada e interrogada por dos detectives, llamados Mike y Garnet, que la describen como si fuera una asaltante, aunque ella insiste que Bob intentó matarla y le había confesado sobre sus asesinatos. Bob sobrevive, pero las heridas de bala lo dejan discapacitado, costándole un ojo y una cara desfigurada. Vanessa es puesta a juicio, con todos creyendo al principio que Bob es la víctima inocente que él dice ser ya que no tiene ningún antecedente penal, mientras que Vanessa tiene varios antecedentes por varios delitos desde robos, incendios a solicitud para prostitución. Vanessa va a prisión, mientras que Bob y su esposa Mimi de alta sociedad, quien no sabe nada de los crímenes, son tratados como héroes. 
Asustada al principio, Vanessa finalmente hace amigos en prisión, incluyendo a la lesbiana adicta a la heroína llamada Rhonda, y una líder brutal de pandillas hispanas, llamada Mesquita. Sin inmutarse, Vanessa planea un escape y continuar su viaje para visitar a su abuela.
Recordando lo que su padrastro le enseñó sobre estar en prisión, Vanessa construye un cepillo de dientes con punta como arma. La noche siguiente, Vanessa y Mesquita están siendo transferidas a una prisión de máxima seguridad. En el camino, escapan de los guardias de la prisión asignados para hacer de escolta, con Mesquita matando a uno de ellos.
Después de su escape, Vanessa y Mesquita van por caminos separados, ya que esta última se va a reunir con su pandilla, mientras que Vanessa continúa su viaje a la casa de su abuela. 
Mientras tanto, los detectives Mike y Garnet reexaminan las pruebas, y comienzan a sospechar que Vanessa estaba diciendo la verdad sobre que Bob Wolverton era un asesino serial. Buscan la casa de Wolverton, donde encuentran pornografía violenta en el cobertizo cerrado contigua a la casa. Confrontándose a lo que ella piensa que es su marido, la esposa de Wolverton se suicida, después de mascullar que no se cree que él le haya escondido pornografía infantil. Llegando a la casa en ese momento para encontrar a los autos de policía fuera de la casa, Wolverton entra en pánico y vuela a la casa de la abuela de Vanessa. (En su encuentro anterior con Vanessa, él aparentemente obtuvo la fotografía de la abuela, con su dirección escrita en la parte de atrás).
Mientras se hace pasar por una prostituta, Vanessa roba un auto de un cliente potencial, y conduce a la casa de su abuela, la cual es un tráiler en un parque de casas rodantes en decadencia. Vanessa descubre a su abuela muerta y Wolverton esperándola con un arma. Después de una lucha feroz, Vanessa asesina a Wolverton estrangulándolo. Los detectives Mike y Garnet llegan y esperan afuera durante la lucha. Finalmente entran al tráiler para encontrar a Wolverton y la abuela de Vanessa muertos, y una Vanessa emocionalmente quebrada quien se rinde a los dos detectives. Sin embargo, los detectives exoneran a Vanessa cuando los dos comienzan a reír, y Vanessa sigue su ejemplo.

## Elenco
- Kiefer Sutherland como Bob Wolverton.
- Reese Witherspoon como Vanessa Lutz.
- Wolfgang Bodison como Detective Mike Breer.
- Dan Hedaya como Detective Garnet Wallace.
- Amanda Plummer como Ramona Lutz.
- Brooke Shields como Mimi Wolverton.
- Michael T. Weiss como Larry.
- Bokeem Woodbine
- Guillermo Díaz como Flacco.
- Brittany Murphy como Rhonda.
- Alanna Ubach como Mesquita.
- Susan Barnes como Sra. Cullins
- Conchata Ferrell como Sra. Sheets
- Tara Subkoff como Sharon.
- Julie Araskog
- Lorna Raver como Juez.
- Paul Perri como Policía #1.

## Críticas
La película recibió críticas positivas de la mayoría de los críticos, quienes elogiaron la película.
El crítico Roger Ebert le dio a Freeway tres estrellas y media de cuatro, y dijo, "guste o no te guste (o ambas), tienes que admirar su habilidad, el virtuosismo de Reese Witherspoon y Kiefer Sutherland".
Joe Baltake de The Sacramento Bee le dio a Freeway cuatro de cuatro estrellas llamándolo.
Mick LaSalle de San Francisco Chronicle le dio cuatro estrellas de cuatro y dijo que fue "grosera en la manera de que la verdad es grosera - pero divertida."
Recibió dos "Pulgares Arriba" en Siskel and Ebert At the Movies. Ebert dijo que la actuación de Witherspoon fue "genial" y dijo "Kiefer Sutherland lo balancea con un villano verdaderamente inspirado." También dijo que la película estaba "llena de fina calidad." Terminó describiéndola como "compulsivamente mirable" y notó que la actuación de Witherspoon prometía una carrera emocionante. 
Gene Siskel estuvo de acuerdo con Ebert y comenzó en como las actuaciones tienen notas correctas. El único defecto que notaron de la película fue que a veces era "demasiada linda", pero dijo que era una "buena película".

## Censura
- La película fue originalmente recibida con NC-17 de MPAA debido a lenguaje gráfico.[2] Fue recortada para obtener una clasificación R, con la versión censurada siendo lanzada en los cines y en VHS/DVD.
- La versión R de U.S. de Freeway fue inicialmente negada por la clasificación por OFLC. Dos escenas fueron retiradas - un diálogo explícito de abuso sexual entre Bob y Vanessa durante el viaje en auto en I-5, y una parte de la abuela de Vanessa muerta al final de la película - antes de que la película fuera clasificada R18+.
- La versión de Reino Unido de Freeway tiene sólo 98 minutos contra 102 minutos de los Estados Unidos.